# Wałbrzyski
Wałbrzyski là một huyện thuộc tỉnh Dolnośląskie của Ba Lan. Huyện có diện tích 515 km². Đến ngày 1 tháng 1 năm 2011, dân số của huyện là 178138 người và mật độ 346 người/km².